# Volkmar Limprecht
Volkmar Limprecht (* 1615; † 20. November 1663 in Erfurt) war ein deutscher Pädagoge und Kommunalpolitiker.
Limprecht hatte das Evangelische Ratsgymnasium zu Erfurt besucht und anschließend an der Universität Mainz studiert, wo ihm der akademischen Grad eines Magisters verliehen worden war.  Er wirkte danach als  Lehrer in Erfurt und betätigte  sich dort außerdem  als Kommunalpolitiker. Er wurde in den  Stadtrat gewählt und 1656 zum Ober-Vierherrn des Ratsherren-Gremiums der Vierherren ernannt. In dieser Funktion vertrat er Belange von Kurmainz. Nachdem der Kurfürst und Erzbischof Johann Philipp von Schönborn  Anfang November 1663 kurmainzische Truppen nach Erfurt geschickt hatte,  brach in der Stadt, deren Führungsschicht um ihre Unabhängigkeit bangte,  ein Aufstand aus. In diesem Zusammenhang wurden Limprecht Machtmissbrauch und Landesverrat vorgeworfen. Er wurde am 20. November 1663 in Erfurt öffentlich mit dem Schwert enthauptet. Sein abgetrennter Kopf wurde an einer Außenmauer des Rathauses aufgesteckt und zur Schau gestellt, der restliche Leichnam wurde  begraben. Nachdem 1664 Johann Philipp die kurmainzische Oberhoheit über die Stadt wiederhergestellt hatte, wurde der Leichnam auf Bitten der Witwe Limprechts exhumiert, und die  sterblichen Überreste wurden im Beisein Mainzer Würdenträger feierlich in der Kaufmannskirche beigesetzt.